# گلن ایری
گلن ایری (انگلیسی: Glen Eyrie) دژی است که در کلرادو اسپرینگز، کلرادو قرار دارد. این دژ در سال ۱۸۷۱ میلادی بنا گردید.